# Bukarester Gelenktriebwagen
Als Bukarester Gelenktriebwagen wird eine insgesamt 587 Wagen umfassende Typenfamilie rumänischer Straßenbahn-Triebwagen in Gelenkbauweise und mit Jakobsdrehgestellen bezeichnet. Im Einzelnen handelt es sich dabei um vier verschiedene Grundtypen:
- V2A: 66 zweiteilige, sechsachsige Gelenkwagen in Einrichtungsbauweise
- V2B: sieben zweiteilige, sechsachsige Gelenkwagen in Zweirichtungsbauweise
- V3A: 514 dreiteilige, achtachsige Doppelgelenkwagen in Einrichtungsbauweise
- V3B: 15 dreiteilige, achtachsige Doppelgelenkwagen in Zweirichtungsbauweise – 1984/85 entstanden durch Umbau aus V3A

## Geschichte

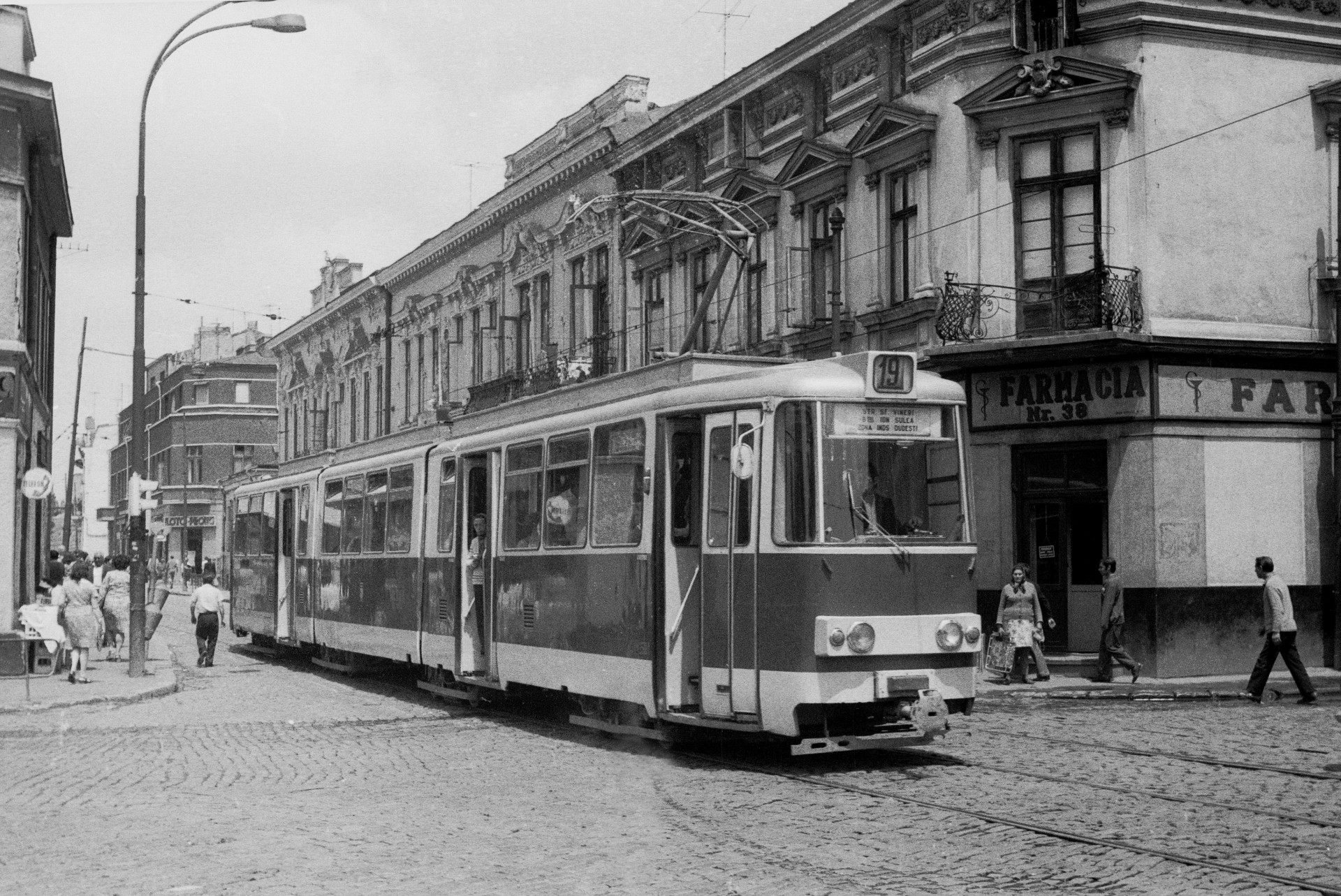
Als Baumuster für die Bukarester Gelenktriebwagen diente dieser LHB-Wagen mit der Betriebsnummer 3501, aufgenommen 1977

Die Fahrzeuge entstanden ab 1971 (V3A-Prototyp), 1972 (V3A-Serienwagen), 1984 (V3B), 1981 (V2A) beziehungsweise 1986 (V2B) in der Hauptwerkstatt der Straßenbahn Bukarest, rumänisch Atelierele Centrale. Aufgrund des Dekrets 132/1973 musste das Verkehrsunternehmen Întreprinderea de Transport București (I.T.B.), welches heute Societatea de Transport București (S.T.B.) heißt, die Fahrzeugherstellung im Laufe des Jahres 1973 organisatorisch vom Fahrbetrieb trennen. Die Straßenbahnfabrik firmierte daher fortan unter Uzinei de Reparaţii Atelierele Centrale, kurz U.R.A.C.
Der V3A basiert auf einem 1969 von Linke-Hofmann-Busch (LHB) aus Deutschland importierten achtachsigen Vorführwagen, entsprechend der sogenannten Baureihe 69 der Straßenbahn Braunschweig. Deren Wagen 13–18 (ab 1974: 6951–6956) waren allerdings zweiteilige Sechsachser und hatten Scherenstromabnehmer statt Einholmstromabnehmer. Ursprünglich war beabsichtigt, dass die I.T.B. 100 Achtachser als Bausatz bei LHB beschaffen und dann vor Ort in Lizenz zusammenbauen sollte. Der Prototyp sollte dabei vorab als Anschauungsmodell dienen. Letztlich begann die rumänische Seite aber nach sechs Monaten, den Wagen als Raubkopie zu reproduzieren, woraufhin LHB den Vorführwagen zurückhaben wollte. Daraufhin erwarb die I.T.B. zumindest den ausgeliehenen Prototyp. Er wurde unter der Betriebsnummer 3501 in den Bestand eingereiht und war bis 1991 im Einsatz.
Im Zuge der Kopie wurde die LHB-Konstruktion teilweise überarbeitet, zum Beispiel durch die vom End- in den Mittelwagen versetzte dritte Tür, den Verzicht auf die beim Originalwagen typischen Rundungen im Front- und Dachbereich sowie eine gänzlich modifizierte Linien- und Zielanzeige. Letztlich erhöhte sich das Gewicht von zwölf Tonnen beim Vorführwagen, der als Besonderheit über Karosserieteile aus glasfaserverstärktem Kunststoff im Front- und Heckbereich verfügte, auf 25 Tonnen bei den Serienwagen. Dies wird unter anderem auf eine oberflächliche Übersetzung der technischen Dokumentation zurückgeführt. Die Drehgestelle für die V3A lieferte das Bukarester Fahrzeugbauunternehmen Intreprinderea de Reparaţii Auto Griviţa (I.R.A. Griviţa) zu. Dieses firmierte zeitweise unter der Bezeichnung Centralei Industriale de Reparaţii Auto (C.I.R.A.) und produzierte auch die weitgehend baugleichen Drehgestelle für die Großraum-Straßenbahnzüge des Typs Timiș 2.
Bukarester Gelenkwagen wurden bis 1982 nur für die Hauptstadt selbst hergestellt. Nachdem jedoch 1981 der Import tschechoslowakischer Tatra-Straßenbahnwagen aufgrund von Devisenmangel und Einfuhrbeschränkungen abrupt geendet hatte, konnte der Timiș-2-Hersteller Electrometal Timișoara den Fahrzeugbedarf der Provinzbetriebe nicht mehr alleine decken. Daher sprang U.R.A.C. ein und produzierte ab 1984 fast nur noch für andere Städte:
| Stadt       | Anzahl                 | Baujahre                                                                   | Nummern |
| ----------- | ---------------------- | -------------------------------------------------------------------------- | --- |
| Bukarest    | 362 V3A 042 V2A 07 V2B | 1971 1972 1973 1974 1975 1976 1977 1978 1979 1980 1981 1982 1986 1987 1990 | 001 (V3A-Prototyp) 002–006 (V3A) 007–016 (V3A) 017–037 (V3A) 038–089 (V3A) 090–143 (V3A) 144–201 (V3A) 202–253 (V3A) 254–293 (V3A) 294–337 (V3A) 338–351 (V3A), 4001 (V2A) 4002–4036 (V2A) 352 (V3A), 4037–4044 (V2B), 4045–4048 (V2A) 353–361 (V3A), 4049 (V2A) 362 (V3A) |
| Constanța   | 075 V3A                | 1984 1985 1986 1987 1990                                                   | 101–110 111–140 141 142–170 171–175 |
| Ploiești    | 029 V3A                | 1987 1988 0                                                                | 7001–7005, 7007–7008, 7010, 7013–7014, 7018–7019 7023–7024, 7028–7037, 7041–7042, 7045, 7047–7048 Hinweis: die Nummernlücken entstanden durch parallel abgelieferte Timiș 2                                                                                                |
| Brașov      | 016 V3A 04 V2A         | 1987 1988 1989                                                             | 1–8 (V3A) 9–12 (V2A), 13–16 (V3A) 17–20 (V3A) |
| Cluj-Napoca | 06 V3A 016 V2A         | 1987 1988                                                                  | 101–106 107–122 |
| Oradea      | 03 V2A 06 V3A          | 1988 1989 1990                                                             | 20–21 (V2A) 22 (V2A), 23–27 (V3A) 28 (V3A) |
| Brăila      | 010 V3A                | 1988–1989                                                                  | 80–89, Wagen 80 und 81 1990 in 90 und 91 umnummeriert |
| Botoșani    | 010 V3A                | 1990                                                                       | 1–10 |
| Iași        | 01 V2A                 | 1992                                                                       | 350 |

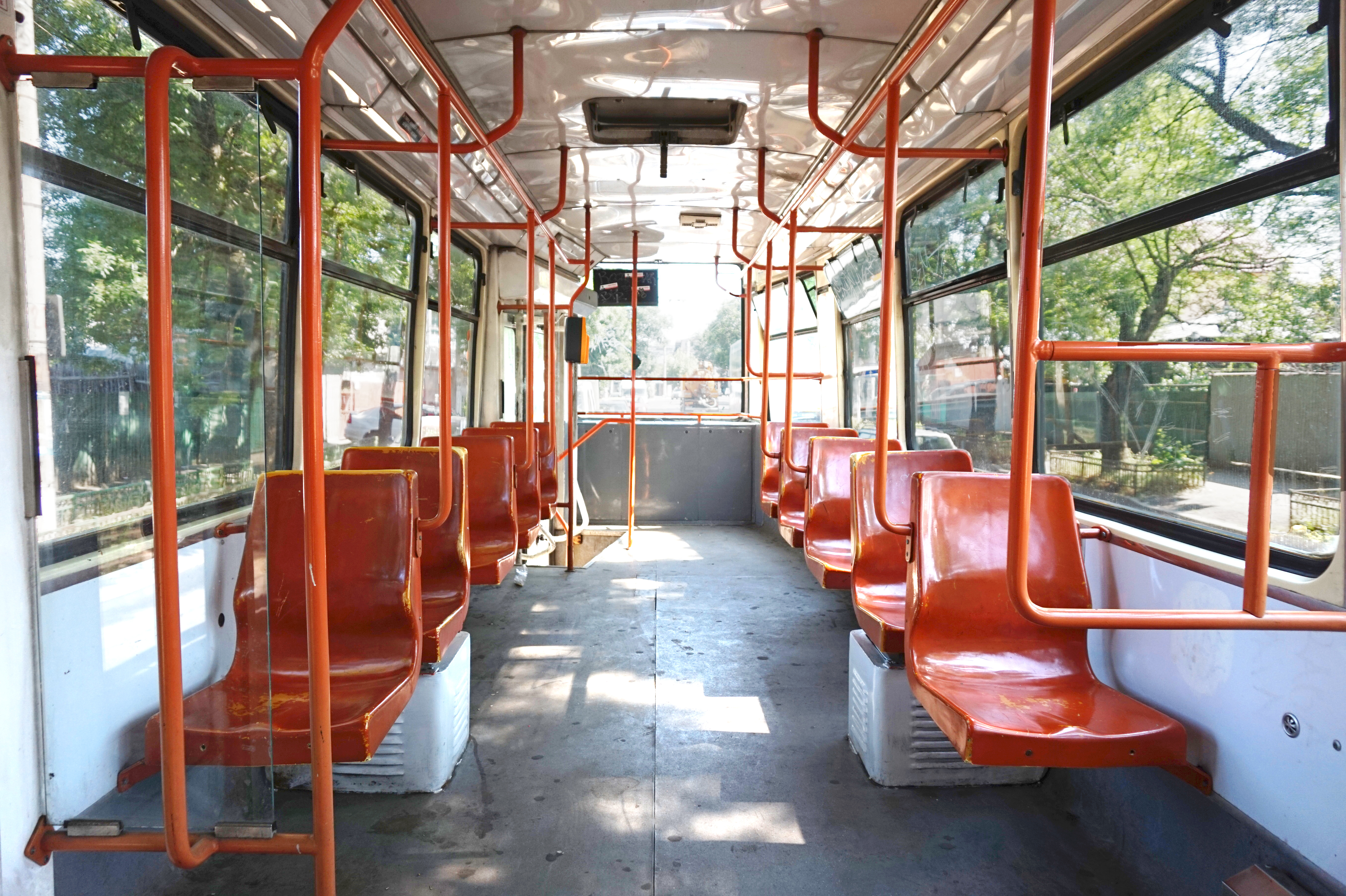
Innenraum

Abgesehen vom letztgelieferten Wagen für die meterspurige Straßenbahn Iași waren dabei ab Werk alle Wagen normalspurig. Allerdings erhielt Iași 1993 weitere 24 Wagen gebraucht. Darunter alle V2A aus Cluj-Napoca – das heißt 16 Stück – sowie den gesamten Bestand aus Oradea, das heißt acht von ehemals neun Wagen, nachdem der neunte in Oradea ausgebrannt war. Seine sechs V3A gab Cluj-Napoca – ebenfalls 1993 – nach Botoșani ab, wo sie die neuen Nummern 11–16 erhielten. Damit kamen ab 1993 sowohl Cluj-Napoca als auch Oradea ganz ohne Bukarester Gelenkwagen aus.
Die gebraucht übernommenen Fahrzeuge wurden in Iași bis 1997 vom Unternehmen S.C. Nicolina S.A. entsprechend umgespurt und unter den Nummern 351–374 in den Bestand eingereiht. Die darunter befindlichen V3A aus Oradea waren zuvor außerdem auf zwei Teile gekürzt worden.
Die Bukarester Gelenkwagen waren somit früher in Rumänien sehr stark verbreitet, lediglich in Arad, Craiova, Galați, Hermannstadt, Reșița und Timișoara waren sie nie anzutreffen. Dorthin wurden hauptsächlich die in nationaler Konkurrenz hergestellten Timiș-2-Züge geliefert. In Botoșani, Braşov und Constanţa bestand dabei einige Jahre lang sogar der gesamte Wagenpark aus Bukarester Gelenkwagen.
In Folge der rumänischen Revolution von 1989 und des damit verbundenen wirtschaftlichen Umbruchs endete 1992 die Herstellung der Bukarester Gelenkwagen. Ab Mitte der 1990er-Jahre wurden sie schließlich in fast allen Einsatzbetrieben durch gebrauchte Straßenbahnen aus Westeuropa ersetzt, sehr viele der Fahrzeuge hatten damit nur eine vergleichsweise kurze Lebensdauer erreicht. Lediglich in Bukarest selbst sind sie auch 2017 noch in größeren Stückzahlen anzutreffen. Die Wagen in der Hauptstadt wurden dabei überwiegend – teils sehr umfangreich – modernisiert. Diese Arbeiten erfolgten durch die Unternehmen FAUR oder Electroputere beziehungsweise in der eigenen Hauptwerkstatt. Vereinzelt erhielten sie dabei auch niederflurige Mittelteile.

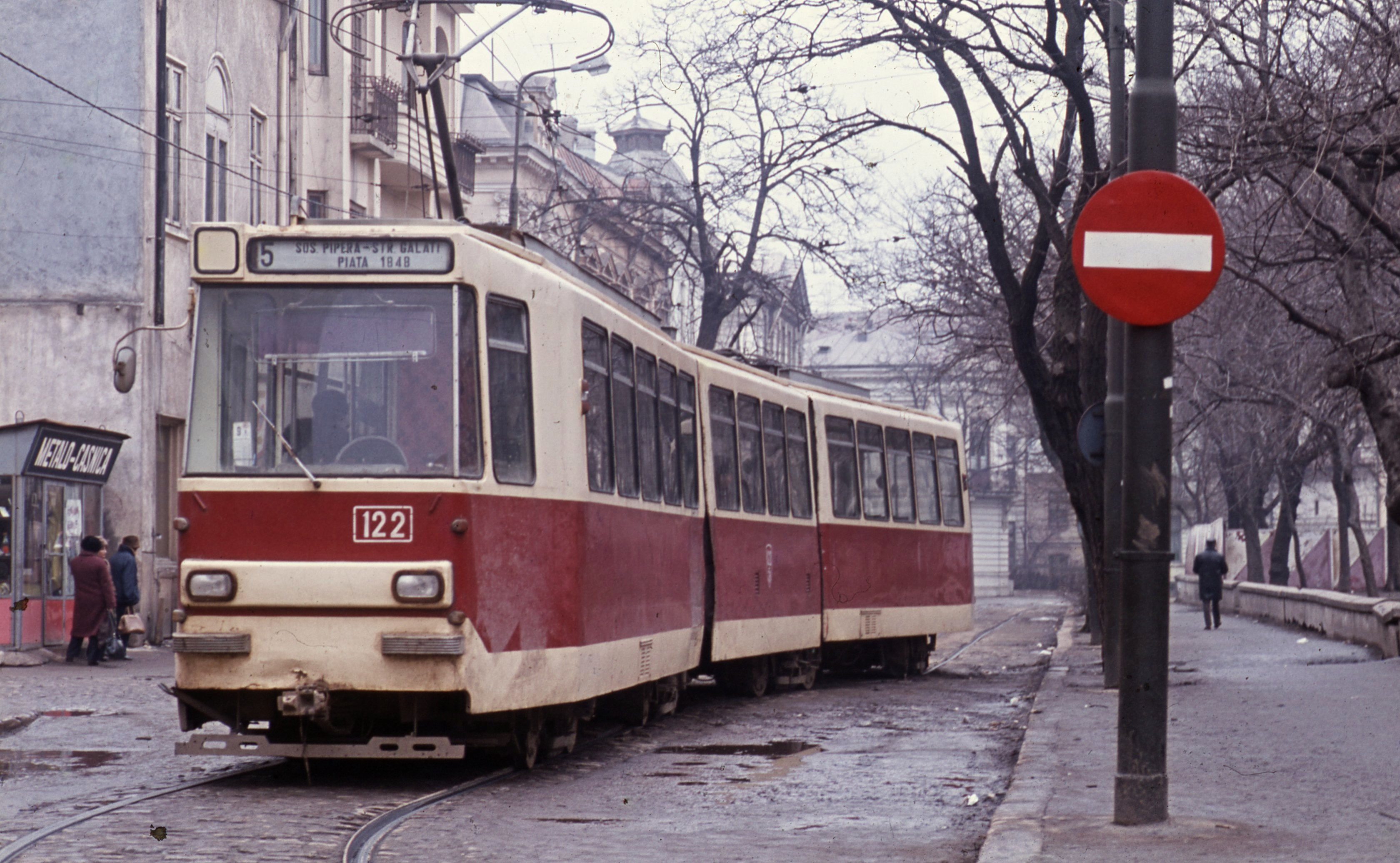
Ein Bukarester V3A in Ursprungsausführung, 1986
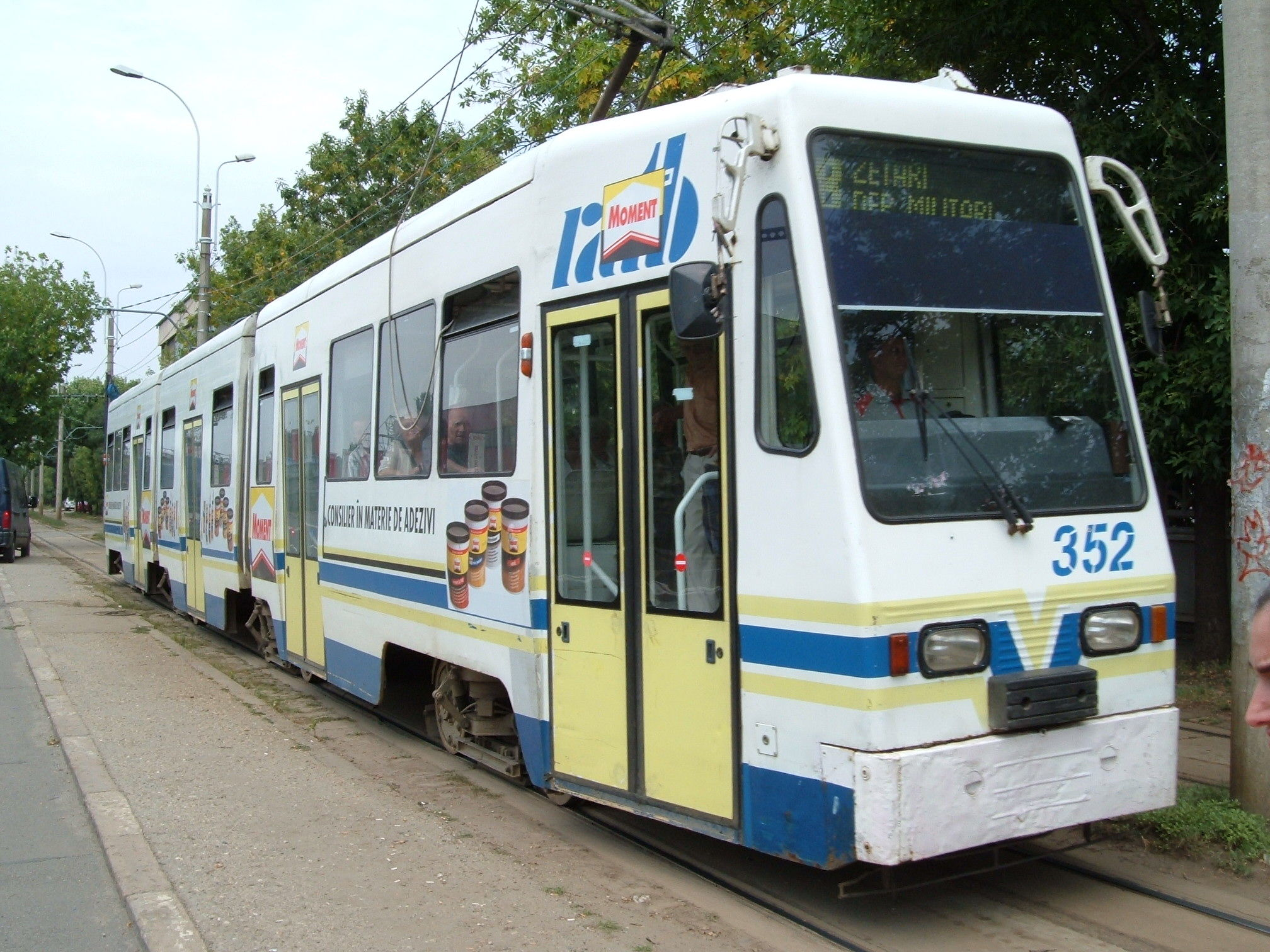
Modernisierter V3A Electroputere in Bukarest
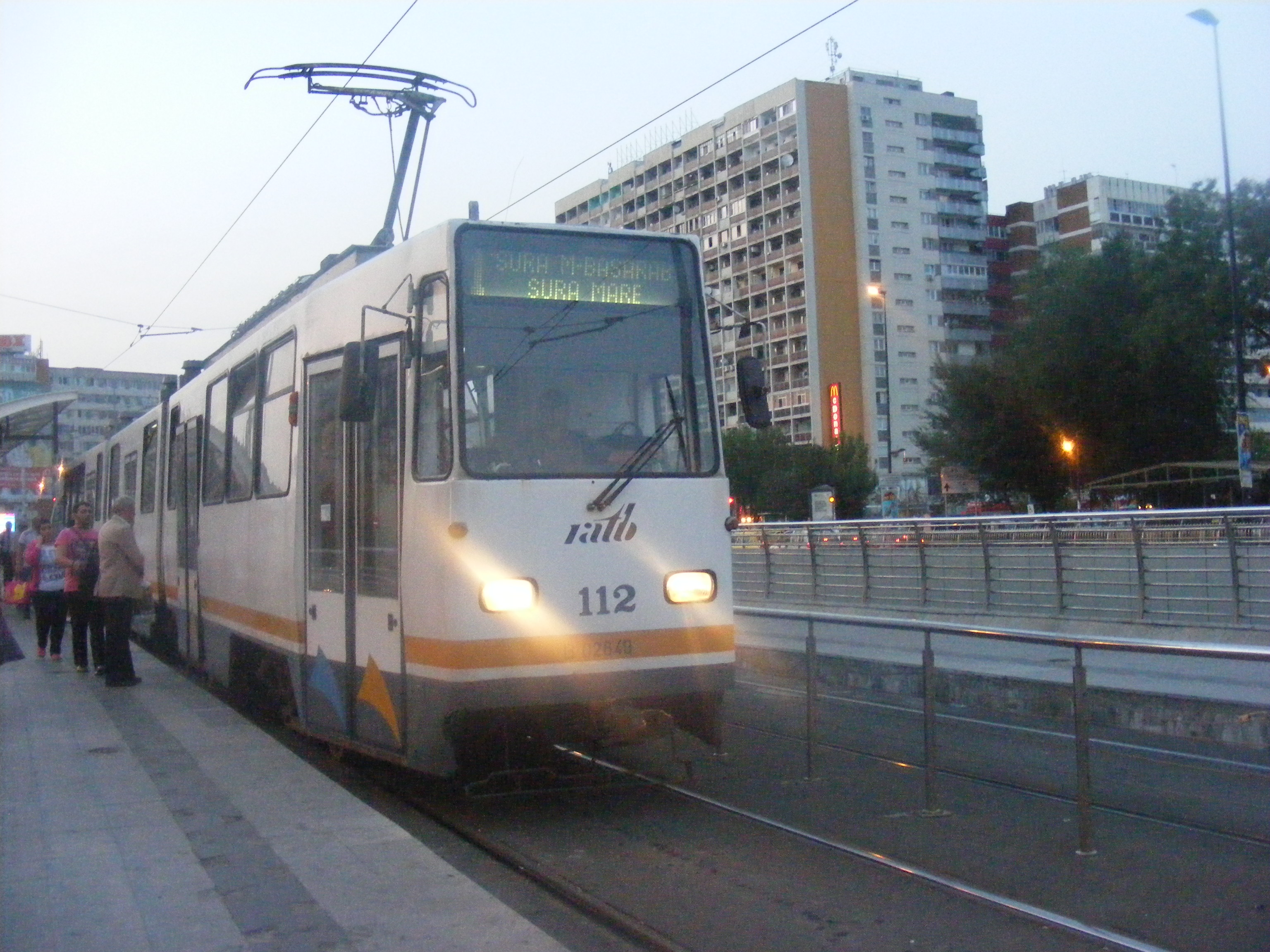
Modernisierter V3A-93 in Bukarest
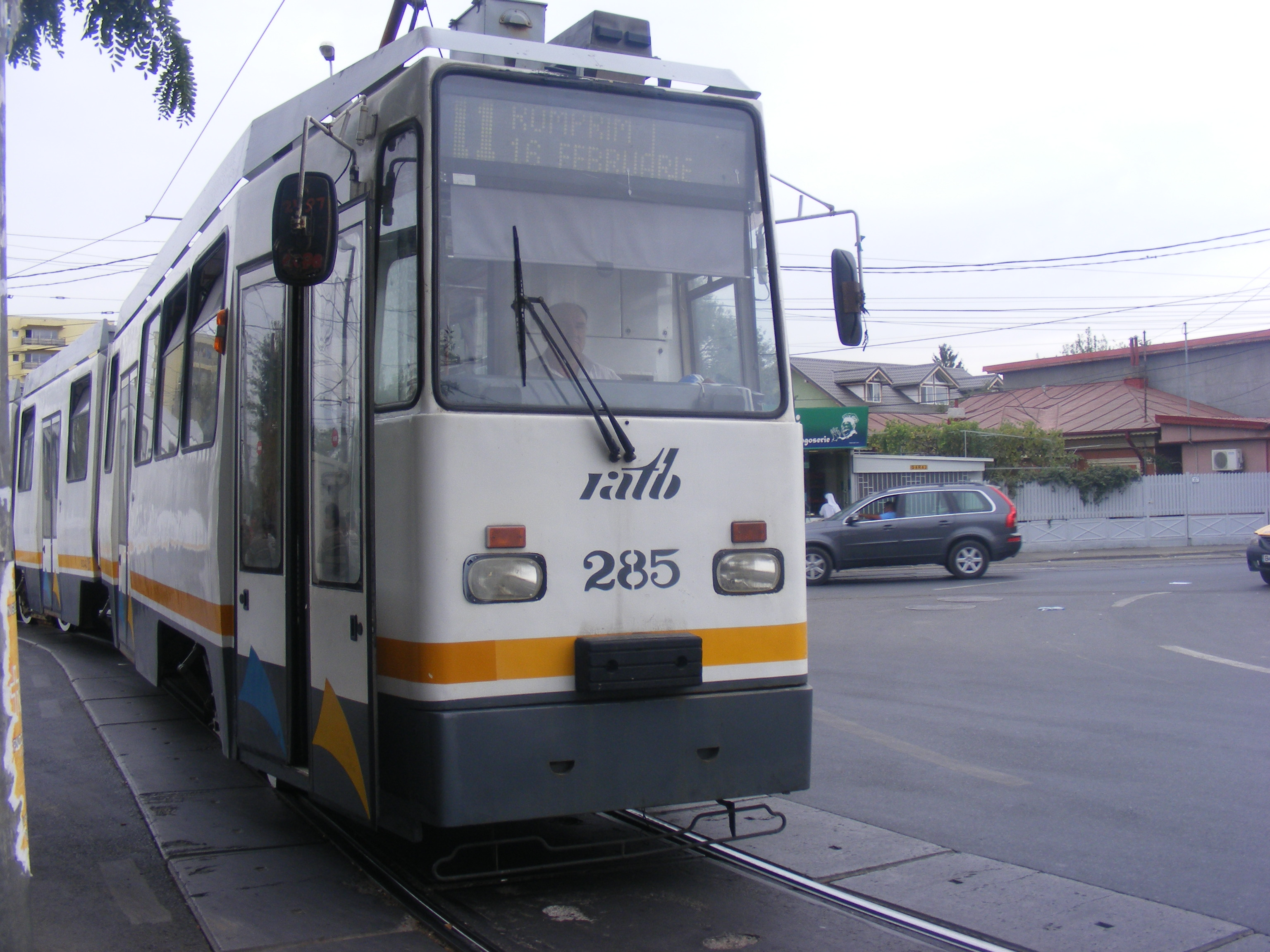
Modernisierter V3A FAUR in Bukarest mit dem alten RATB-Logo, 15. September 2012.
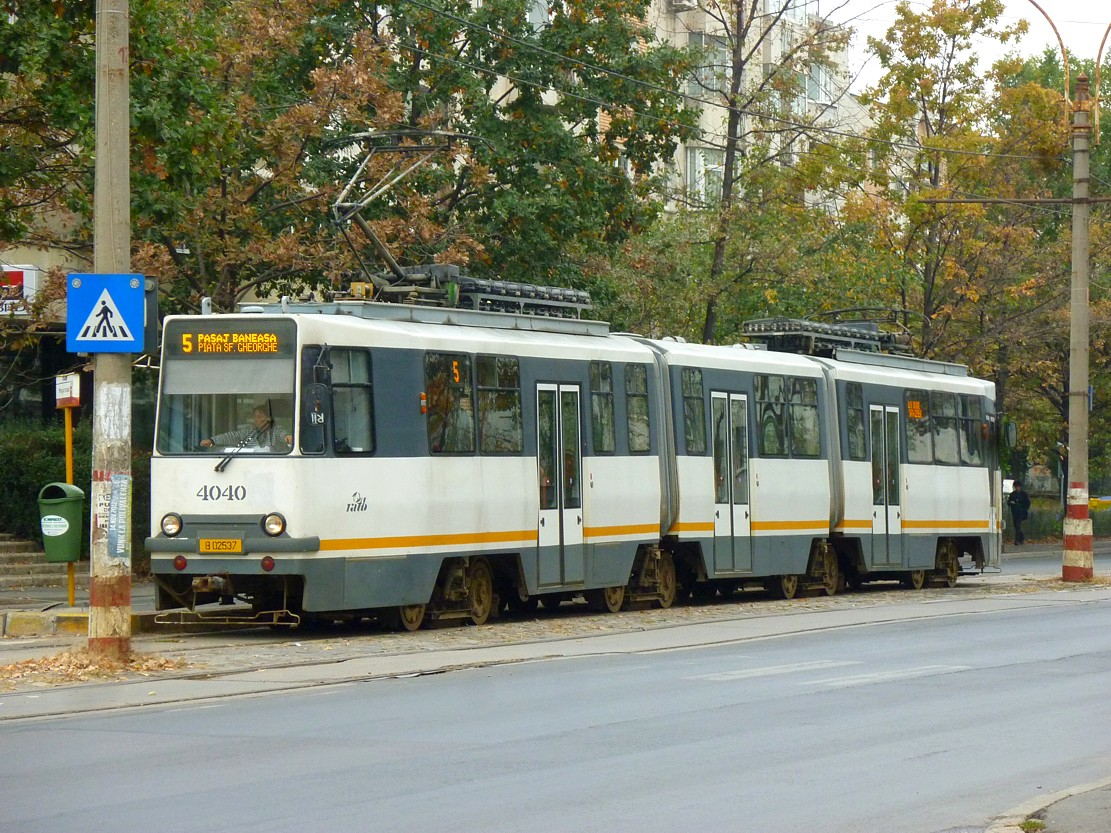
Modernisierter V3B (ex-V2B) mit nachträglich eingefügtem Mittelteil in Bukarest
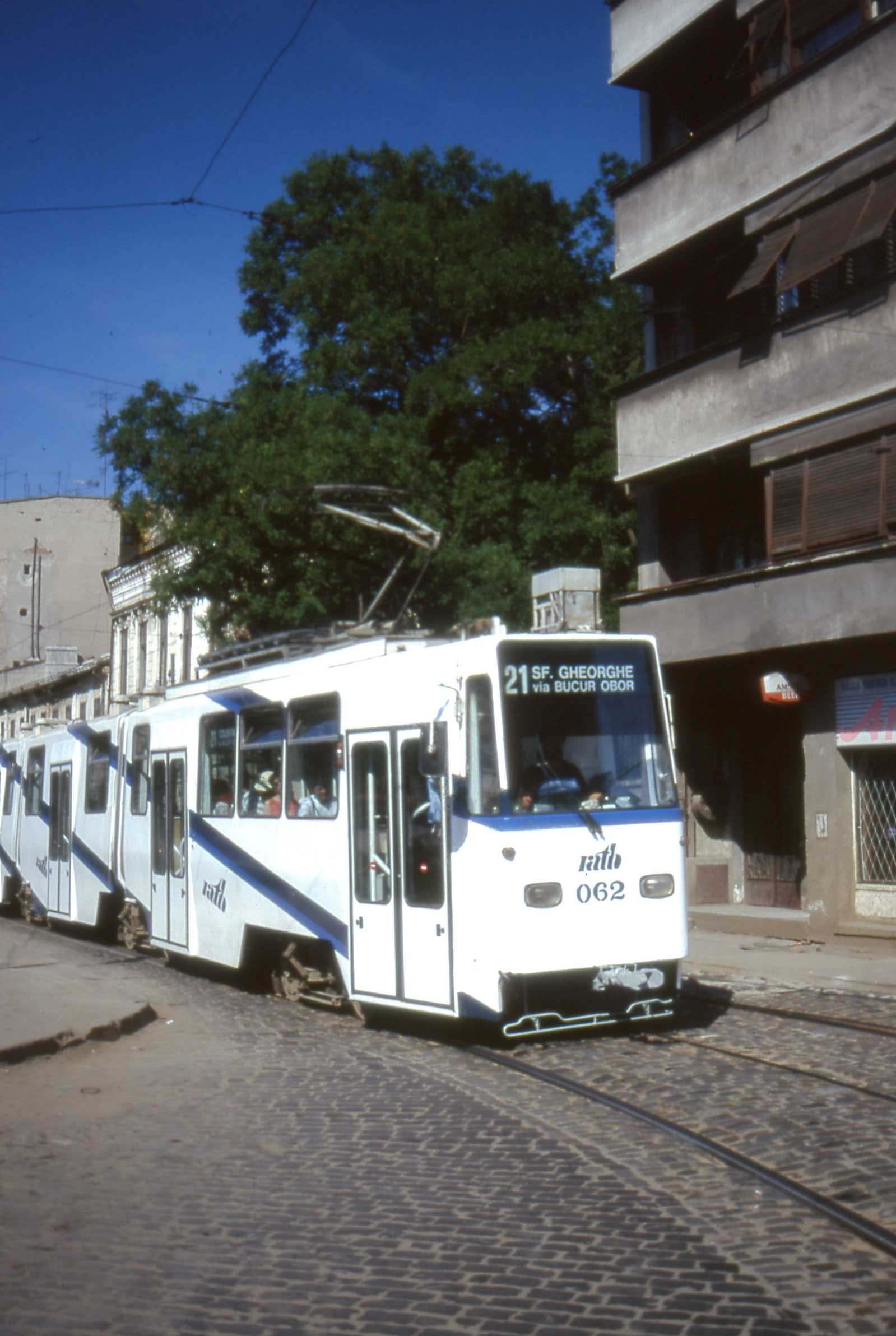
V3A-93 mit originaler Lackierung, 1996
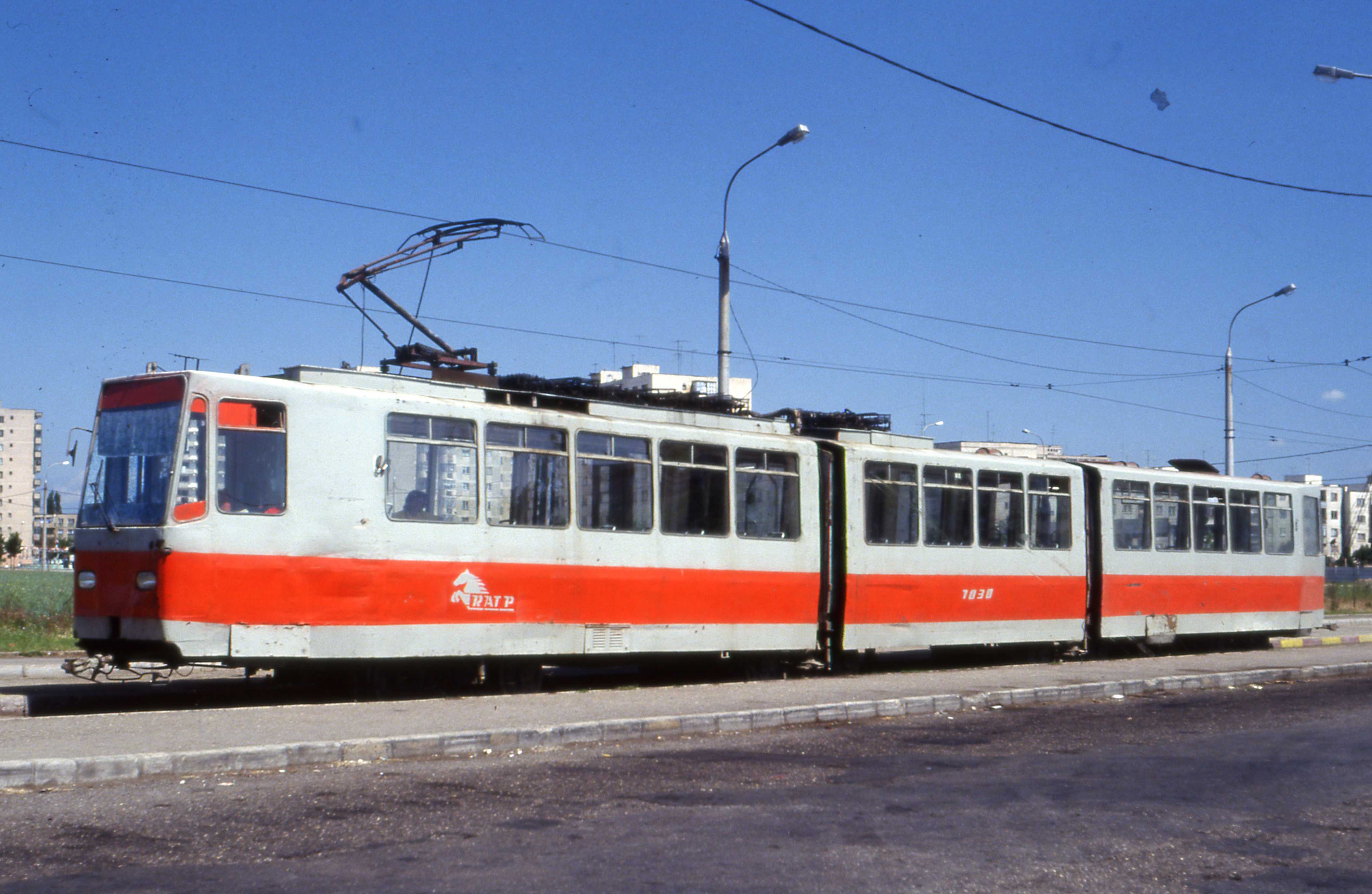
Ein V3A in Ploiești, 1994
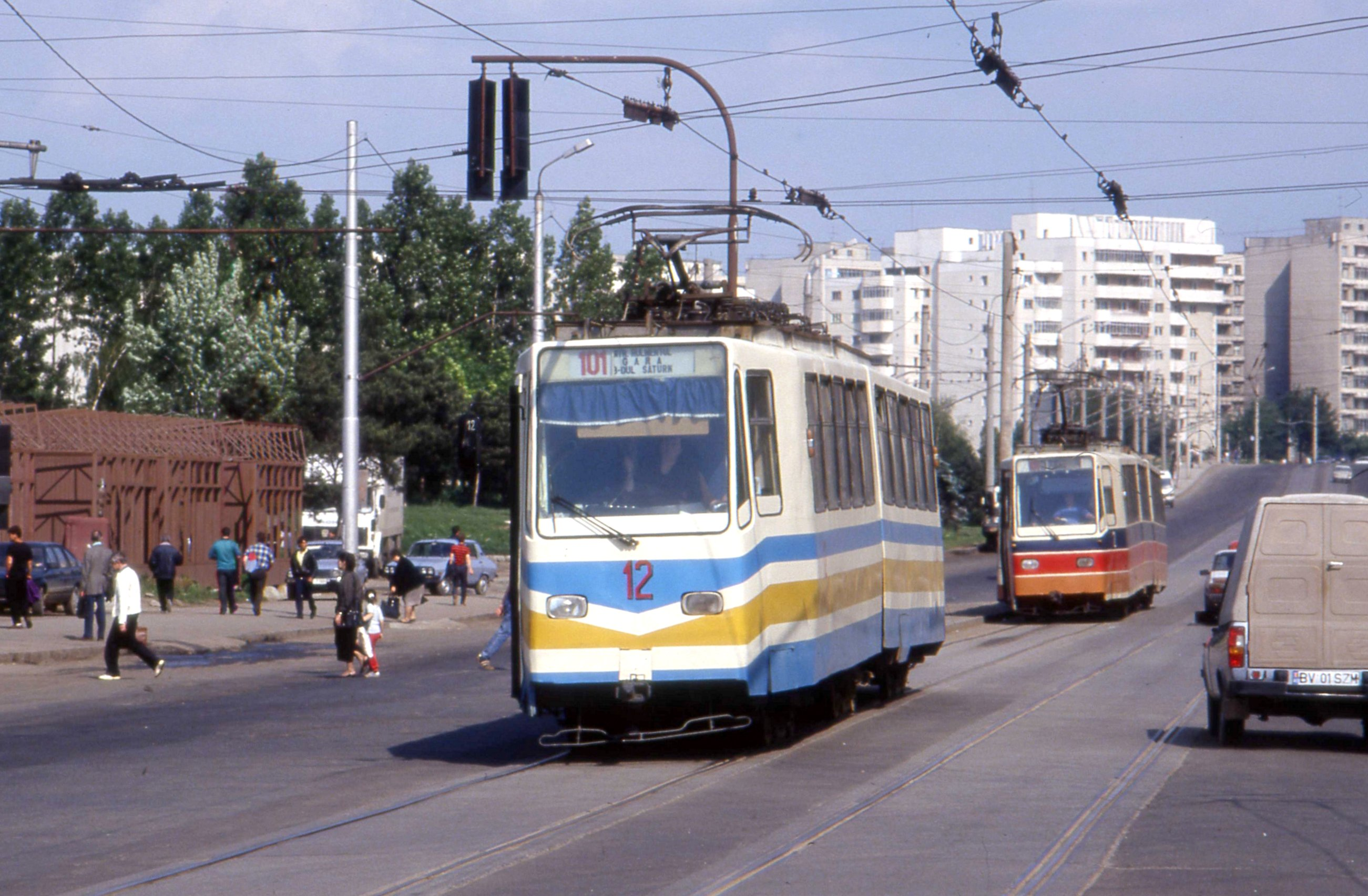
Ein V2A in Braşov, 1994
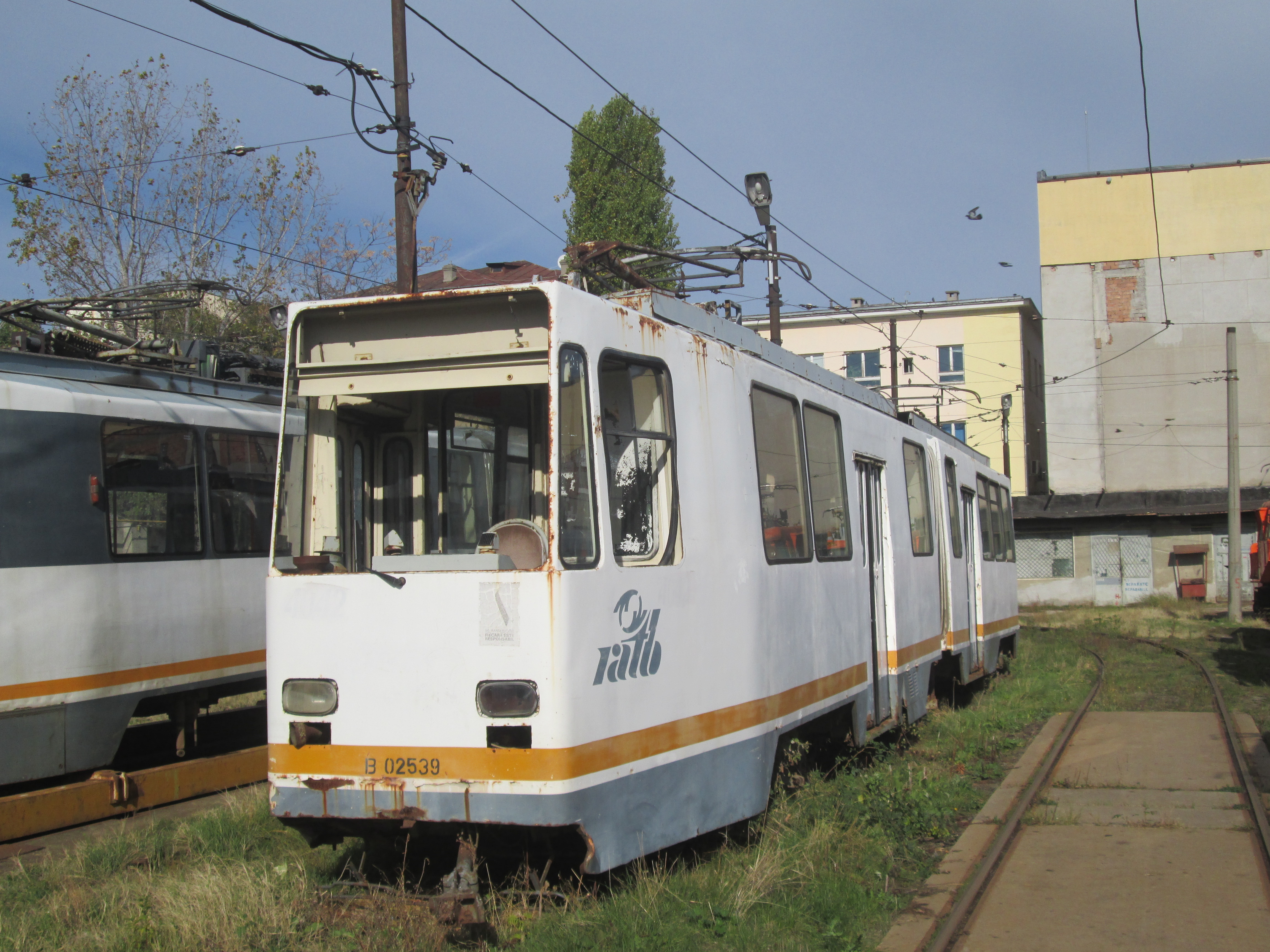
Ausgemusterter V2B Nummer 4042 (2017)